# Lotar Schleener
Lotar Schleener (* 20. Juni 1927; † 20. August 2014) war ein deutscher Tischtennisspieler. Er wurde DDR-Meister im Doppel.

## Erfolge
Schleener spielte beim Verein Lok Stendal. Dessen Tischtennisabteilung ging in den heutigen Verein TTC Lok Altmark Stendal über, dem Schleener bis zuletzt angehörte. 1950 und 1951 gewann er die Landesmeisterschaft von Sachsen-Anhalt. 1954 wurde er zusammen mit Günter Matthias DDR-Meister im Doppel. Ein Jahr später kam er im Einzel und im Doppel mit Hans Täger auf Platz drei.
Später erzielte er noch mehrere Erfolge bei Seniorenturnieren. So gewann er bei den norddeutschen Seniorenmeisterschaften fünf Titel:
- 1993: Ü60 Einzel
- 2000: Ü70 Einzel
- 2004: Ü75 Doppel mit Kurt Kühne und Mixed mit Ursula Kareseit
- 2008: Ü80 Doppel mit Heinz Schnegulau